# Rucher
Pour l’article ayant un titre homophone, voir Ruché.
Un rucher est un groupe de ruches.

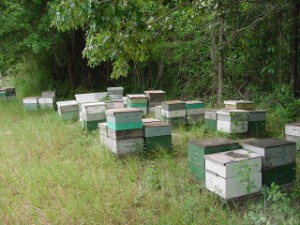
Un rucher en Caroline du Sud.

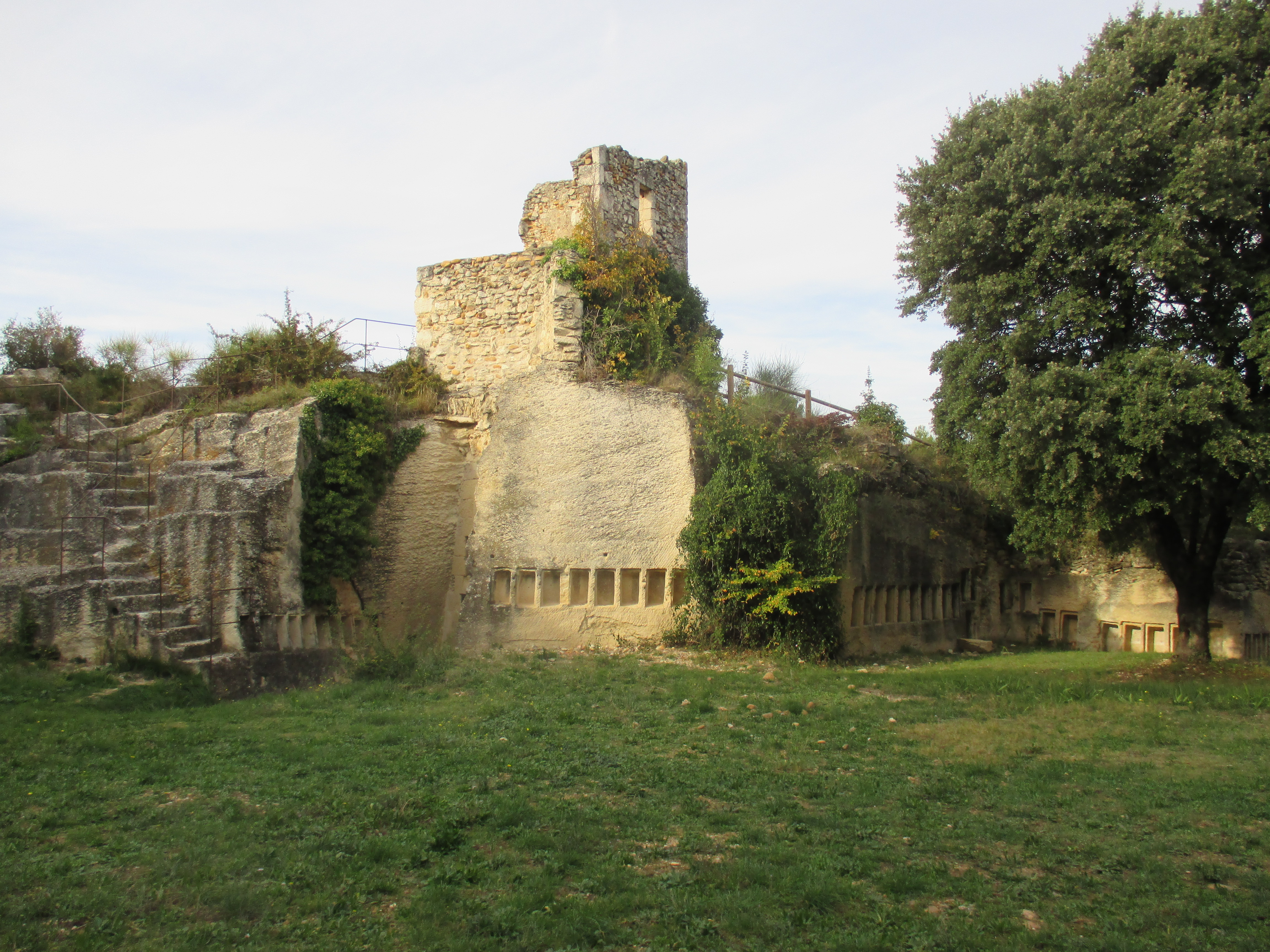
Vue du site du Rucher de Montagnac à Montfrin.

Le nombre de ruches tient compte des possibilités qu'ont les abeilles de butiner localement ; il peut être élevé lorsque l'apiculteur pratique la transhumance de ses ruches.

## Emplacement des ruchers
L'emplacement des ruchers se fait notamment en fonction de l'environnement (de préférence près des zones de polyculture, d'un filet d'eau), de l'exposition (de préférence sud ou sud-est).

## Particularités
À Montfrin dans le Gard, le site de la Baume abrite 76 niches à abeilles en partie creusées dans la roche. Cela en ferait le plus grand rucher de France.
En Espagne et notamment dans les Asturies, certains ruchers sont protégés des attaques d'ours par un cortín, un mur en pierre sèche.